# بهشت‌های مصنوعی
بهشت‌های مصنوعی (Les Paradis Artificiels) کتابی از شاعر فرانسوی شارل بودلر است که برای اولین بار در سال 1860 منتشر شد. این کتاب در مورد زیستن تحت تأثیر تریاک و حشیش است. بودلر با توصیف اثرات مواد مخدر نقش آن‌ها را در رسیدن به یک جهان «آرمانی» از لحاظ نظری مورد بحث قرار می‌دهد. متن این کتاب از اعترافات یک تریاک خوار انگلیسی و چشم‌اندازهای اعماق، از آثار توماس دو کوئینسی تاثیر گرفته است.
بودلر انگیزه‌ی فرد معتاد و تجربه روانگردان فرد مصرف‌کننده را تحلیل می‌کند. توصیفات او زمینه‌ساز آثار دیگری شد که بعدها در دهه‌ی ۱۹۶۰ میلادی در رابطه با ال اس دی به وجود آمدند.